# Frukost i det gröna
Frukost i det gröna, även känd som Frukosten i det gröna, (franska: Le Déjeuner sur l'herbe) är en oljemålning av den franske konstnären Édouard Manet. Den målades 1863 och ställdes ut samma år vid de refuserades salong i Paris, där den orsakade skandal.
Målningen donerades till franska staten 1906 och är sedan 1986 utställd på Musée d'Orsay i Paris. En mindre version ägs av Courtauld Institute of Art i London.

## Historik
Frukost i det gröna visades i Salon des Refusés första gången salongen arrangerades (på initiativ av Napoleon III), tillsammans med verk av Monet, Renoir, Bazille, Courbet, Sisley och Whistler. Manets målning, som då bar namnet Le Bain ('Badet'), blev utställningens mest omtalade och gav upphov till både skratt och chockerat avståndstagande och orsakade skandal.
Det chockerande var att målningen visade avklädda kvinnor tillsammans med påklädda män. Att de befinner sig i ett märkligt landskap och att männen bär moderna kläder gjorde att samtidens publik uppfattade målningen som oanständig; kvinnorna var inte klassiska gudinnor utan nakenmodeller, kanske till och med prostituerade. Till detta kom att Manets stil inte var klassisk och mjuk i tonerna utan skapade starka kontraster, och att figurerna inte riktigt tycks höra samman med den skissartade skogen som saknar både djup och perspektiv, likt en kuliss.

## Bakgrund och betydelse
Manets målning bygger på klassiska verk som Le Concert champêtre av Tizian (målningen tillskrevs på 1800-talet Giorgione) och Marcantonio Raimondis gravyr av Rafaels Paris' dom.
Med Frukost i det gröna utmanade Manet konventioner, högstämda ämnen och traditionella framställningsätt inom konsten. Den kulisslika scenen, där kvinnan i bakgrunden är större än förväntat, har liknat scenen vid något som målats i en ateljé.
Förebilderna för personerna "i det gröna" anses ha identifierats, med den helnakna kvinnans ansikte efter Victorine Meurent (som även poserade för Olympia) och hennes kropp efter Manets blivande hustru Suzanne. De två männen är modellerade efter svågern Ferdinand Leenhoff respektive en kombination av Manet och hans bror Gustave.
Målningen tillhör de konstverk från 1800-talets sista hälft som blev utgångspunkten för modern konst.

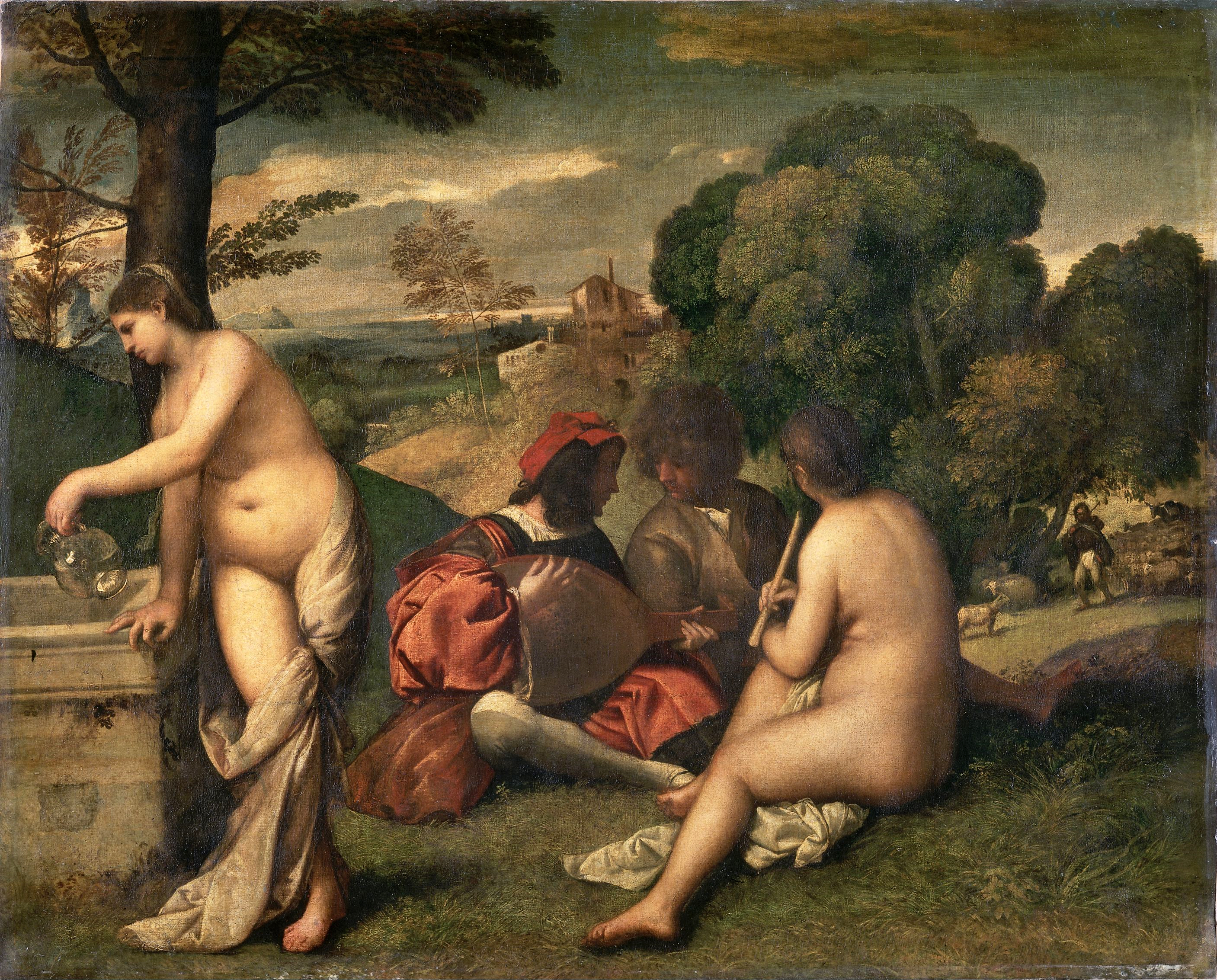
Tizians (1490–1576) Le Concert champêtre (som tidigare tillskivits Giorgione).
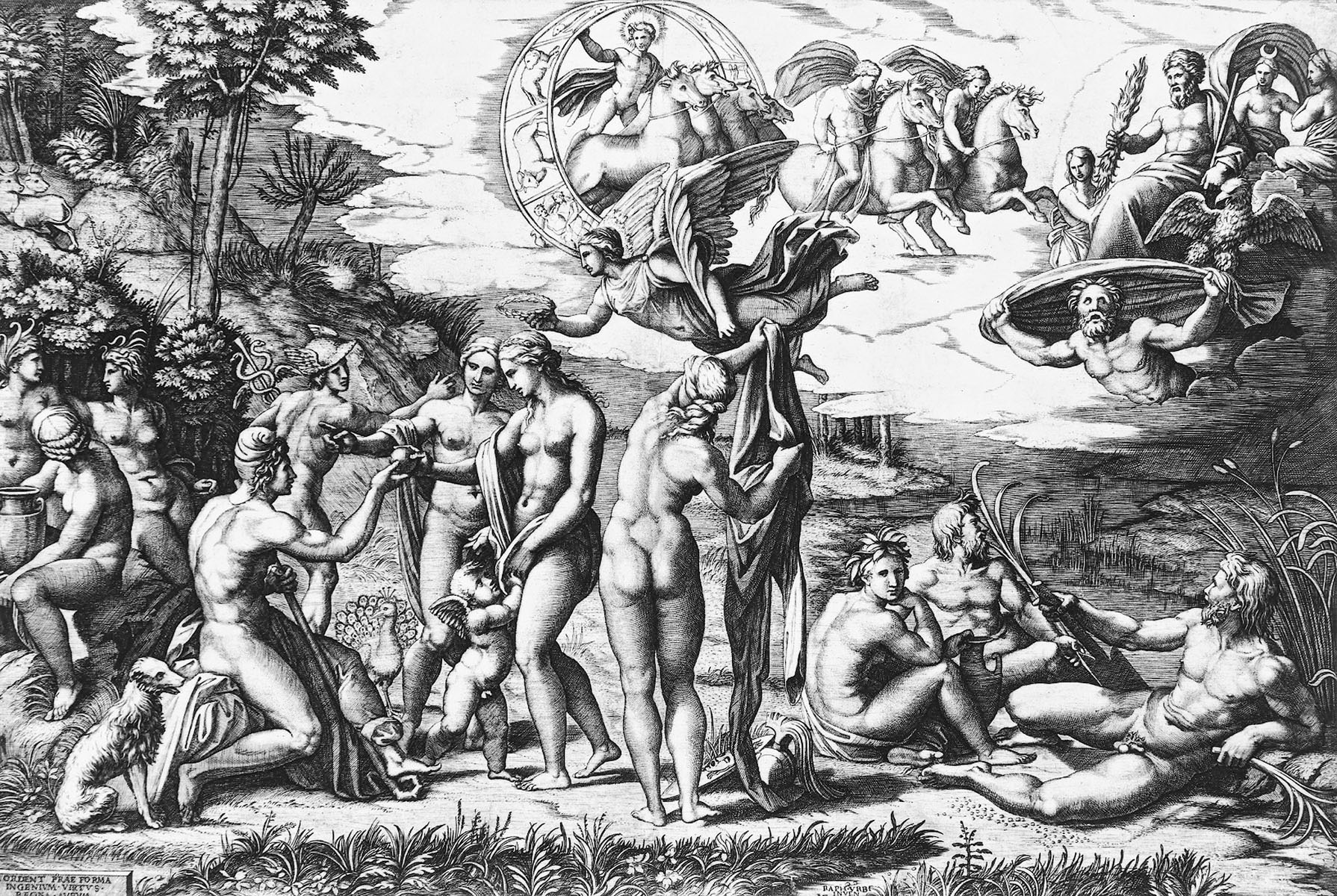
Gravyr av Marcantonio Raimondi (1474–1534) efter Rafaels (1483 -1520) målning Paris' dom.
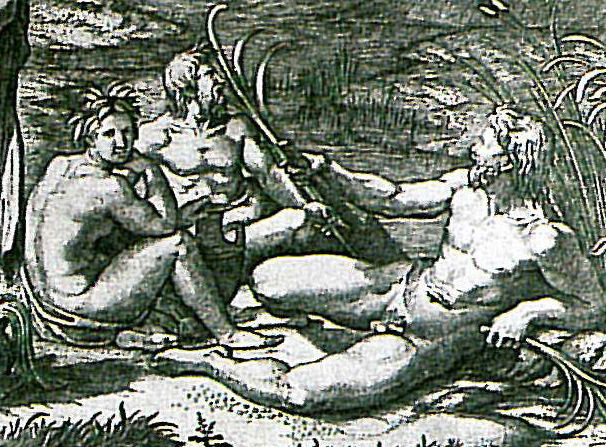
Detalj av gruppen till höger i Raimondis gravyr.
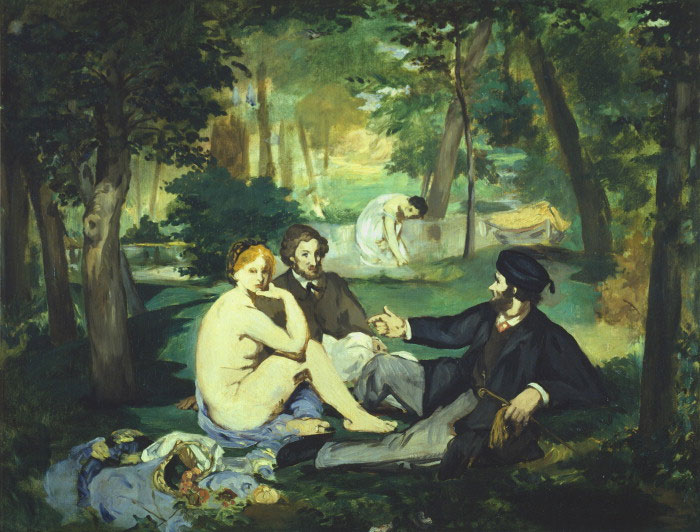
Versionen som är utställd på Courtauld Institute of Art